# کورای
کورای (به لاتین: Kuray) یک منطقهٔ مسکونی در روسیه است که در جمهوری آلتای واقع شده‌است.